# Euxoa leaena
Euxoa leaena är en fjärilsart som beskrevs av Rudolf Püngeler 1906. Euxoa leaena ingår i släktet Euxoa och familjen nattflyn. Inga underarter finns listade i Catalogue of Life.